# Celia Ireland
Celia Ireland es una actriz australiana, conocida por haber interpretado a Regina Butcher en la serie All Saints y actualmente por dar vida a Liz Birdsworth en la serie Wentworth.

## Biografía
Celia está casada con Tim Jones con quien tiene dos hijas.

## Carrera
En 1996 apareció como invitada en la serie policíaca Water Rats donde interpretó a Sarah Fleetwood.
En 1998 se unió al elenco de la exitosa serie australiana médica All Saints donde interpretó a la recepcionista Regina Butcher hasta el 2005.
En el 2002 apareció en la película Australian Rules donde dio vida a Liz Black. Ese mismo año apareció en la popular serie Mcleod's Daughters como Melanie Powers.
El 8 de febrero del 2013 apareció como invitada en varios episodios de la popular serie australiana Home and Away donde interpretó a Connie Callahan, la abuela de Darcy. Ese mismo año aparecerá en la nueva serie Wentworth donde interpretará a la reclusa Liz Birdsworth, sentenciada a 11 años.

## Filmografía

### Series de televisión
| Año             | Título                 | Personaje         | Notas                           |
| --------------- | ---------------------- | ----------------- | ------------------------------- |
| 2013 - presente | Wentworth              | Liz Birdsworth    | 35 episodios                    |
| 2013            | Home and Away          | Connie Callahan   | 9 episodios                     |
| 2013            | Redfern Now            | Enfermera Edwards | episodio "Where The Heart Is"   |
| 2013            | Packed to the Rafters  | Colleen Bourke    | episodio "Weathering the Storm" |
| 2011            | Me and My Monsters     | Pauline Travis    | episodio "The Monster-Sitter"   |
| 2011            | Laid                   | Madre de Brendan  | episodio # 1.1                  |
| 2008            | Monster House          | Karen Webb        | 2 episodios                     |
| 2006            | Supernova              | Shirl             | 5 episodios                     |
| 1998 - 2005     | All Saints             | Regina Butcher    | 111 episodios                   |
| 2002            | Don't Blame the Koalas | Maestra           | episodio "Fate Steps In"        |
| 2002            | Mcleod's Daughters     | Melanie Powers    | episodio "The Bore War"         |
| 1999            | Dog's Head Bay         | Alice Astassio    | episodio "The Grim Reaper"      |
| 1999            | Murder Call            | Barb Ferris       | episodio "Hide & Seek"          |
| 1998            | Petals                 | -                 | -                               |
| 1996            | Water Rats             | Sarah Fleetwood   | 2 episodios                     |
| 1993            | A Country Practice     | Judy Hallam       | 2 episodios                     |
| 1993            | The Comedy Sale        | Varios Personajes | 3 episodios                     |
| 1992            | Police Rescue          | Madre de Lachlan  | episodio "Sugar"                |

### Películas
| Año  | Título                         | Personaje            | Notas |
| ---- | ------------------------------ | -------------------- | --- |
| 2008 | Cactus                         | Vesna                | junto a Travis McMahon, David Lyons, Bryan Brown, Shane Jacobson y Zoe Tuckwell-Smith                        |
| 2007 | Rogue                          | Gwen                 | junto a Radha Mitchell, Michael Vartan, Sam Worthington, Stephen Curry y John Jarratt                        |
| 2002 | Australian Rules               | Liz Black            | junto a Nathan Phillips, Luke Carroll, Lisa Flanagan y Simon Westaway                                        |
| 2000 | Angst                          | Trabajadora del Caso | junto a Sam Lewis, Jessica Napier, Abi Tucker, Lara Cox y Kate Garven                                        |
| 2000 | My Mother Frank                | Peggy                | junto a Sinéad Cusack, Sam Neill, Matthew Newton, Rose Byrne, Sacha Horler, Melissa Jaffer y Nicholas Bishop |
| 2000 | After the Rain                 | Stevie Canetti       | junto a Paulina Porizkova, Robert Taylor, Rupert Cox y Alexandra Davies                                      |
| 1999 | Oops!                          | Mujer                | corto - junto a Anthony Simcoe                                                                               |
| 1997 | Thank God He Met Lizzie        | Cheryl               | junto a Richard Roxburgh, Cate Blanchett, Frances O'Connor y Jacek Koman                                     |
| 1996 | Idiot Box                      | Camarera             | junto a Ben Mendelsohn, Deborah Kennedy, Chris Noonan y Paul Gleeson                                         |
| 1996 | Floating Life                  | -                    | junto a Annette Shun Wah, Annie Yip y Anthony Brandon Wong                                                   |
| 1995 | Dad and Dave: On Our Selection | Sarah                | junto a Geoffrey Rush, Ray Barrett, Barry Otto, Essie Davis y David Field                                    |
| 1994 | Dallas Doll                    | Oficial de Policía   | junto a Sandra Bernhard, Frank Gallacher, Rose Byrne y Roy Billing                                           |

### Teatro
| Año        | Obra                                         | Personaje | Director (a)         | Teatro               | Notas                                                     |
| ---------- | -------------------------------------------- | --------- | -------------------- | -------------------- | --------------------------------------------------------- |
| 2011       | Transparency                                 | -         | Tim Jones            | York Theatre         | junto a Glenn Hazeldine, Amy Mathews y Anna Lise Phillips |
| 1999       | Cyrano de Bergerac                           | -         | Marion Potts         | Sydney Theatre       | junto a Jack Finsterer, Justine Clarke y Michael Denkha   |
| 1998       | The Big Picture                              | -         | Ros Horin            | Stables Theatre      | junto a Lisa Hensley, Genevieve Lemon y Peter O'Brien     |
| 1998       | Navigating                                   | -         | Marion Potts         | Opera House          | junto a Graeme Blundell, Peter Carroll y Noni Hazlehurst  |
| 1998       | Macbeth Project-Showings                     | -         | Patrick Nolan        | -                    | junto a Linda Cropper, David Field y Aden Young           |
| 1996       | As You Like It                               | -         | Simon Phillips       | Drama Theatre        | junto a Lucy Bell, Max Cullen, Anita Hegh y Bruce Spence  |
| 1995       | The Malevolence                              | -         | Patrick Nolan        | Belvoir St. Theatre  | junto a Tracy Mann, Geoff Morrell y Sam Wilcox            |
| 1995       | Pericles                                     | -         | John Bell            | Alexander Theatre    | junto a Lucy Bell, Jeremy Sims y John Walton              |
| 1995       | Twelfth Night                                | -         | David Fenton         | Alexander Theatre    | junto a John Bell, Jeremy Sims, John Walton y Duncan Wass |
| 1994       | That Eye, The Sky                            | -         | Richard Roxburgh     | -                    | junto a Susan Prior, Richard Roxburgh y David Wenham      |
| 1994       | All Souls                                    | -         | Ros Horin            | Stables Theatre      | junto a Jeanette Cronin, Marshall Napier y Jeremy Sims    |
| 1993       | A Rare Jewel                                 | -         | Richard Buckham      | Civic Theatre        | junto a Geoff Cobham, Nola Wallace y David Wood           |
| 1992       | The Real Live Brady Bunch                    | -         | Jane Voigts          | Footbridge Theatre   | junto a Tyler Coppin, Jeanette Cronin y Rebecca Frith     |
| 1992       | Cosi                                         | -         | Adam Cook            | Belvoir St. Theatre  | junto a Ben Mendelsohn, Barry Otto y David Wenham         |
| 1990, 1991 | The Headbutt                                 | -         | Stephen Abbott       | Belvoir St. Theatre  | junto a Glenn Butcher, Peter Mahony y David Wenham        |
| 1991       | Limeburners                                  | -         | Brent McGregor       | -                    | junto a Meg Dunn, Stefo Nantsou y Kerry O'Hearn           |
| 1989       | When I Was a Girl I Used to Scream and Shout | -         | Christopher Williams | -                    | junto a Helen Mutkins, Peggy Thompson y Dean Watson       |
| 1989       | Medea                                        | -         | Brian Joyce          | Lakeview St. Theatre | junto a Kerry Casey, Ron Kelly y Cate Murray              |
| 1989       | Blast Me Barnacles                           | -         | Brent McGregor       | -                    | junto a Rod Ansell, Cate Murray y Barry Shepherd          |
| 1988       | A Magic Spell                                | -         | Rod Ansell           | -                    | junto a Bill Keir                                         |
| 1988       | Sideshow                                     | -         | Brian Joyce          | Lakeview St. Theatre | junto a Stephen Boyle, Justin Collins y Kerry O'Hearn     |
| 1987       | Binge                                        | -         | Brian Joyce          | -                    | junto a Justin Collins y Paul Makeham                     |
| 1987       | Please Yourself, No One Else Will            | -         | Brian Joyce          | Freewheels Theatre   | junto a Clare Allridge, Justin Collins y Paul Makeham     |
| 1987       | Dags                                         | -         | Brian Joyce          | -                    | junto a Clare Allridge, Paul Makeham y Alana Thompson     |
| 1986       | The Power Prism                              | -         | Brent McGregor       | -                    | junto a Justin Collins, Catherine Hill y Peter Turner     |
| 1982       | Bugsy Malone                                 | -         | Catherine Hill       | Young Theatre        | junto a Alan O'Mara y Anthony Wade                        |

## Premios y nominaciones
| Año  | Categoría                           | Premio      | Serie / Películas | Resultado |
| ---- | ----------------------------------- | ----------- | ----------------- | --------- |
| 2018 | Most Outstanding Supporting Actress | Logie Award | Wentworth         | Nominada  |
| 2016 | Most Outstanding Supporting Actress | Logie Award | Wentworth         | Ganadora  |
| 2002 | Best Supporting Actor - Female      | FCCA Award  | Australian Rules  | Ganadora  |
| 2002 | Best Actress in a Supporting Role   | AFI Award   | Australian Rules  | Nominada  |